# Periclimenaeus leptodactylus
Periclimenaeus leptodactylus är en kräftdjursart som beskrevs av Fujino och Miyake 1968. Periclimenaeus leptodactylus ingår i släktet Periclimenaeus och familjen Palaemonidae. Inga underarter finns listade i Catalogue of Life.